# 岐阜市立梅林中学校
岐阜市立梅林中学校（ぎふしりつ ばいりんちゅうがっこう）は、岐阜県岐阜市九重町三丁目にある市立中学校。

## 概要
略称は「梅中」（ばいちゅう）。1967年までは現在の岐阜合同庁舎に存在した。現在は梅林小学校区、白山小学校区、華陽小学校区の生徒がこの中学校に通う。2017年度までに21785名の生徒が卒業。

## 校訓
- 現在:志をもって　「未来を切り拓け」
- 2000年代〜2010年
  - たくましく心豊かに生きる
  - 自学・共生・健康

## 沿革[1]
- 1947年 - 岐阜市立第4中学校として開校。
- 1948年 - 岐阜市立白山中学校に改称。
- 1949年 - 現在の校名に改称。
- 1956年4月1日 - 10クラス以上のマンモス校となった為、華陽小学校区の生徒は岐阜市立岐陽中学校と分離した。
- 1967年 - 現在地に移転。
- 2000年3月 - 岐陽中学校と統合。
- 2016年 - コミュニティスクール運営開始。
- 2018年10月 - 創立70周年記念事業を行う。

## 進学前小学校
- 岐阜市立白山小学校
- 岐阜市立梅林小学校
- 岐阜市立華陽小学校[2]。

## 活動
- 3年:修学旅行（現在は大阪）
  - 単に場所は決まっていなく、平成14年までは東京、平成15・16年は広島・神戸、近年まで岡山。最近までは広島、長崎。
- 2年: 阿納研修（現在は 福井県小浜市阿納）
  - 2002年までは滋賀県国民休暇村
  - 2000年までは福井県若狭少年自然の家

- 1年:郡上研修
- 1T（1ターム）（4月〜）、2T（6月〜）、3T（9月〜）など約2月タームごとに分けられる。タームが変われば掃除場所や目標が変更される。
- 夏休み、秋休み、冬休み、春休みと4つの長期休暇がある。

## 部活動
男女共同
- 陸上競技部（略称:陸部）
- 卓球部
- 美術部
- 合唱部

男子のみ
- 野球部
- サッカー部
- 男子ソフトテニス部（略称:男テニ）
- 男子バスケットボール部（略称:男バス）

女子のみ
- バレーボール部
- 女子ソフトテニス部（略称:女テニ）
- 女子バスケットボール部（略称:女バス）

過去に存在した部活（基本的には部員または顧問が一定の人数を下回った為、廃部した。）
- 科学部（10年程前に廃部。）
- 演劇部（20年程前に廃部。）
- ハンドボール部
- ソフトボール部
- 理髪部
- 剣道部
- パソコン部

## 出身者
- 辻空（広島東洋カープ→BCリーグ・埼玉武蔵ヒートベアーズ）[3]
- 髙橋純平（福岡ソフトバンクホークス）[4]
- 太志（Aqua Timez）

## 交通機関
- 岐阜バス
  - 岐阜関線、岐阜美濃線、大洞団地線、尾崎団地線、岐阜各務原線、岐阜日野線、岐阜聖徳学園線、「岐阜日産前」バス停より徒歩約8分。

## 公式サイト
- 岐阜市立梅林中学校